# Stictoptera purpurascens
Stictoptera purpurascens är en fjärilsart som beskrevs av Embrik Strand 1917. Stictoptera purpurascens ingår i släktet Stictoptera och familjen nattflyn. Inga underarter finns listade i Catalogue of Life.